# Linus Eriksson
Linus Eriksson – szwedzki żużlowiec.
Brązowy medalista indywidualnych mistrzostw Szwecji (Sztokholm 1950). Dwukrotny złoty medalista drużynowych mistrzostw Szwecji (1948, 1950).
Reprezentant Szwecji na arenie międzynarodowej. Uczestnik eliminacji indywidualnych mistrzostw świata (Linköping 1952 – XI miejsce w finale szwedzkim).
W lidze szwedzkiej reprezentant klubów: Filbyterna Linköping (1948–1952) oraz Dackarna Målilla (1952).